# Leopardus pajeros
Leopardus pajeros és un petit felí de l'Argentina, Xile, Bolívia, el Perú, l'Equador, i possiblement el sud-oest de Colòmbia.

## Taxonomia
Tradicionalment ha estat inclòs en el gat de la Pampa (L. colocolo), però ha estat separat d'aquesta espècie basant-se principalment en diferències de color i patró en el pelatge i mesures del crani. Aquesta divisió no ha estat recolzada pels estudis genètics, el qual ha portat alguns experts a mantenir-la com una subespècie del gat de la Pampa. De manera confusa, quan el gat de la Pampa inclou Leopardus braccatus i Leopardus pajeros com a subespècies, l'espècie «combinada» és anomenada «gat de la Pampa».

## Descripció
Aquesta espècie és petita, però pesada. Hi ha variacions geogràfiques significatives de mida. La longitud del seu cos varia de 46 a 75 centímetres, amb una cua relativament curta que varia entre 23 i 29 centímetres.
Hi ha tres variants de pelatge, encara que totes tres tenen dues línies fosques a cada galta:
- 1) Els flancs tenen taques grans en forma de roseta de color marró vermellós, amb els seus límits exteriors de color més fosc, hi ha nombrosos anells a la cua (del mateix color que les taques dels flancs), franges a les potes, i les taques i les ratlles del ventre són de color marró molt fosc (gairebé negre).[3] S'assembla molt en el color del pelatge i el patró de les taques a la subespècie wolffsohni de gat de la Pampa.[3]
- 2) S'assembla a l'anterior, amb la diferència de tenir un color de fons més pàl·lid, i les taques del cos, les franques de les potes davanteres i els anells de la cua, més pàl·lids i més difuminats.[3]
- 3) El seu pelatge és en general grisenc amb diferents franges de color marró fosc a les potes i taques a la part ventral, una cua simple (sense anells clars), i línies fosques gairebé indistintes en els flancs.[3]

Només la primera de les tres variants té lloc al nord (als voltants del paral·lel 20° S i cap al nord), i només la tercera variant té lloc al sud (als voltants del paral·lel 40° S i cap al sud). Entremig la gran majoria d'individus pertanyen a la segona variant, encara que la primera s'ha vist tant al sud com el paral·lel 29° S, i la tercera s'ha vist cap al nord fins al paral·lel 36° S. En latituds on tenen lloc la primera i segona variants, la primera tendeix a produir-se en terres altes, mentre que la segona tendeix a produir-se en terres baixes.
S'han registrat també individus melànics d'aquesta espècie.

## Hàbitat i distribució
Viu a praderies, matollars i boscos secs en alçades fins a 5.000 metres per sobre del nivell del mar.
Al nord-oest de l'Argentina, Bolívia, Perú i l'Equador, se'l troba en altituds entre 1.800 i 5.000 metres a erms, marginalment també a la puna, i localment a boscos secs. On la seva àrea de distribució s'encavalca amb la del gat dels Andes al nord-oest de l'Argentina, es produeix en altituds baixes de mitjana. Del centre al nord-oest de l'Argentina se'l troba en praderies, boscos secs de mesòfites, i matollars, per sota dels 1.240 metres d'altitud. Al sud de l'Argentina i Xile se la troba a les estepes i matollars de la Patagònia, per sota dels 1.100 metres.

## Dieta
Aquesta espècie no ha estat molt estudiada a la natura, sent molt poca la informació disponible sobre els seus hàbits de caça. Hi ha registres que indiquen que caça rosegadors i ocells de nit, així com aviram prop de les granges.

## Subespècies
El 2005, Mammal Species of the World reconegué 5 subespècies:
- Leopardus pajeros pajeros, al sud Xile i a l'Argentina.[6]
- Leopardus pajeros crespoi, als vessants orientals dels Andes del nord-oest de l'Argentina.[3]
- Leopardus pajeros garleppi, als Andes peruans.[3]
- Leopardus pajeros steinbachi, als Andes bolivians.[3]
- Leopardus pajeros thomasi, als Andes equatorians.[3]

Basant-se en dos individus de la subespècie steinbachi, el seu pelatge està format per pèls més llargs i pàl·lids que el de la subespècie garleppi. No obstant això, aquesta distinció s'ha fet amb incertesa a causa del petit nombre de mostres, fins al punt que alguns la consideren un sinònim de garleppi. La incertesa també existeix amb la subespècie budini, la qual s'assembla a la subespècie crespoi i fou descrita a les terres baixes del nord-oest de l'Argentina, però en realitat podria ser dels boscos humits de la regió. Alguns la reconeixen, mentre que altres no. Per acabar, les poblacions del sud de Xile i la meitat sud de l'Argentina, incloses en la subespècie pajeros, han estat reconegudes com la subespècie crucinus, basant-se en la seva mida més gran (la més gran de l'espècie) i el seu pelatge opac (vegeu Descripció).